# Palpares selysi
Palpares selysi är en insektsart som beskrevs av Peter Esben-Petersen 1926. 
Palpares selysi ingår i släktet Palpares och familjen myrlejonsländor. Inga underarter finns listade i Catalogue of Life.